# Def Leppard
Def Leppard is een Britse rockband uit Sheffield, Engeland opgericht in 1977. De muziek van Def Leppard is een combinatie van invloeden uit de hardrock, glamrock, AOR en heavy metal. De band is bekend van hits als Animal (1987), Pour Some Sugar on Me (1987) en Love Bites (1989).

## Muziek
Na het uitbrengen van hun eerste ep The Def Leppard E.P. en hun debuutalbum On Through the Night werd Def Leppard beschouwd als een van de leiders van de new wave of British heavy metal. Met de hulp van producer Mutt Lange ontwikkelde de band een eigen geluid dat door recensenten wordt omschreven als popmetal. De band beschouwt zichzelf meer als een rockband dan als een heavymetalband. De nummers van de band kenmerken zich over het algemeen door eenvoudige gitaarriffs met sterke, goed in het gehoor liggende melodische refreinen. Het geluid van Def Leppard wordt gekenmerkt door zijn combinatie van hardrock, poprock en gepolijste melodische achtergrondkoortjes. Deze benadering is zeer duidelijk waarneembaar op hun eerste internationale single, Hello America, die de achtergrondzang van Queen mengde met het gitaargeluid van Thin Lizzy.
Op het album High 'n' Dry uit 1981 voegde Def Leppard elementen van AC/DC's album Back in Black uit 1980 toe. Deze invloeden zijn nadrukkelijk aanwezig in de liedjes High 'n' Dry en Let It Go. Aangezien Def Leppard reeds grote liefhebbers van AC/DC was, lag het voor de hand dat zij Mutt Lange als producer voor hun tweede album wilde.
Bij het uitbrengen van het album Hysteria werd duidelijk dat de band een eigen en karakteristiek geluid had ontwikkeld dat zich liet omschrijven als futuristisch met zwaar bewerkte drums en "space-aged" gitaargeluiden met veel effecten, met daar overheen een gelaagde muur van gepolijste en geharmoniseerde (achtergrond)zang.
Def Leppard wordt beschouwd als een schoolvoorbeeld van het rockgeluid van de jaren tachtig, misschien zelfs grenzend aan het clichématige. Def Leppard is een van de slechts vijf rockbands die met twee originele albums meer dan 10 miljoen exemplaren van elk hebben verkocht in Verenigde Staten. De andere bands zijn The Beatles, Led Zeppelin, Pink Floyd en Van Halen.
In 2008 trad Def Leppard onder meer op in de Verenigde Staten, op verschillende rockfestivals in Europa en in Japan, Australië en Nieuw-Zeeland. In april van dat jaar verscheen een nieuwe cd genaamd Songs from the Sparkle Lounge. De uitgave was oorspronkelijk gepland voor maart en werd bijna twee maanden uitgesteld. Ook in 2008 werd de single Nine Lives uitgebracht.
In 2023 had de band een cameo in de film Bank of Dave.

## Discografie

### Studioalbums
- On Through the Night (1980)
- High 'n' Dry (1981)
- Pyromania (1983)
- Hysteria (1987)
- Adrenalize (1992)
- Slang (1996)
- Euphoria (1999)
- X (2002)
- Yeah! (2006), coveralbum
- Songs from the Sparkle Lounge (2008)
- Def Leppard (2015)
- Diamond Star Halos (2022)

### Livealbums
- Mirrorball (2011)

### Compilaties
- Retro Active (1993)
- Vault: Def Leppard's Greatest Hits (1980-1995) (1995)
- Best of (2004)
- Rock of Ages: The Definitive Collection (2005)
- The Story So Far: The Best of (2018)

### Singles
| Single met eventuele hitnotering(en) in de Nederlandse Top 40 | Datum van verschijnen | Datum van binnenkomst | Hoogste positie | Aantal weken | Opmerkingen |
| ------------------------------------------------------------- | --------------------- | --------------------- | --------------- | ------------ | ----------- |
| Animal                                                        | 1987                  | 05-09-1987            | 17              | 5            |             |
| Love Bites                                                    | 1989                  | 14-01-1989            | 25              | 5            |             |
| Let's Get Rocked                                              | 1992                  | 02-05-1992            | 18              | 6            |             |
| Have You Ever Needed Someone So Bad                           | 1992                  | 17-10-1992            | tip2            | 5            |             |
| Two Steps Behind                                              | 1993                  | 30-10-1993            | tip2            | 6            |             |
| When Love & Hate Collide                                      | 1995                  | 28-10-1995            | tip5            | 5            |             |

| Single met hitnotering(en) in de Vlaamse Ultratop 50 | Datum van verschijnen | Datum van binnenkomst | Hoogste positie | Aantal weken | Opmerkingen |
| ---------------------------------------------------- | --------------------- | --------------------- | --------------- | ------------ | ----------- |
| Let's Get Rocked                                     | 1992                  | 30-05-1992            | 30              | 3            |             |

### Dvd's
| Dvd's met hitnoteringen in de Nederlandse DVD Top 30 | Datum van verschijnen | Datum van binnenkomst | Hoogste positie | Aantal weken | Opmerkingen |
| ---------------------------------------------------- | --------------------- | --------------------- | --------------- | ------------ | ----------- |
| Viva! Hysteria                                       | 2013                  | 26-10-2013            | 21              | 1            |             |
| And there will be a next time... Live from Detroit   | 2017                  | 18-02-2017            | 3               | 3            |             |

## Trivia
- Drummer Rick Allen verloor in 1984 zijn linkerarm bij een auto-ongeval. Hij leerde daarna drummen met één arm en bleef bij de band. Hij ontwierp zelf een elektronisch drumstel met extra pedalen waarmee hij de slagen die een gewone drummer met zijn linkerarm doet met zijn linkervoet kan uitvoeren. Verder werden de geluiden van zijn originele drumstel in zijn elektronische drumstel geprogrammeerd om zodoende de originele sound van Rick Allen te kunnen nabootsen.
- De videoclip van het nummer "Animal" (1987) werd opgenomen bij en met medewerking van het Nederlandse Circus Holiday.
- Formule 1-rijder Damon Hill speelde gitaar op een nummer op de plaat Euphoria.[2]